# Levée de corps
La levée du corps est l'action de déplacer le corps d'un défunt après sa mise en bière depuis le lieu où est déposé le cercueil vers le véhicule des pompes funèbres qui emmènera le cercueil vers le lieu de la cérémonie ou de l'inhumation.
En droit et en médecine légale, on parle de « levée de corps » (le terme « levée du corps » est usuel mais impropre) et il ne s'agit absolument pas du déplacement du corps, mais au contraire de l'examen très codifié du corps d'un défunt décédé de mort violente ou suspecte, ainsi que de son environnement. Cet examen est fait sous réquisition de l'autorité judiciaire, par tout docteur en médecine si les circonstances du décès paraissent claires et sans incidence judiciaire (suicide), plutôt par un médecin légiste s'il y a notamment suspicion d'homicide.

## Liturgie

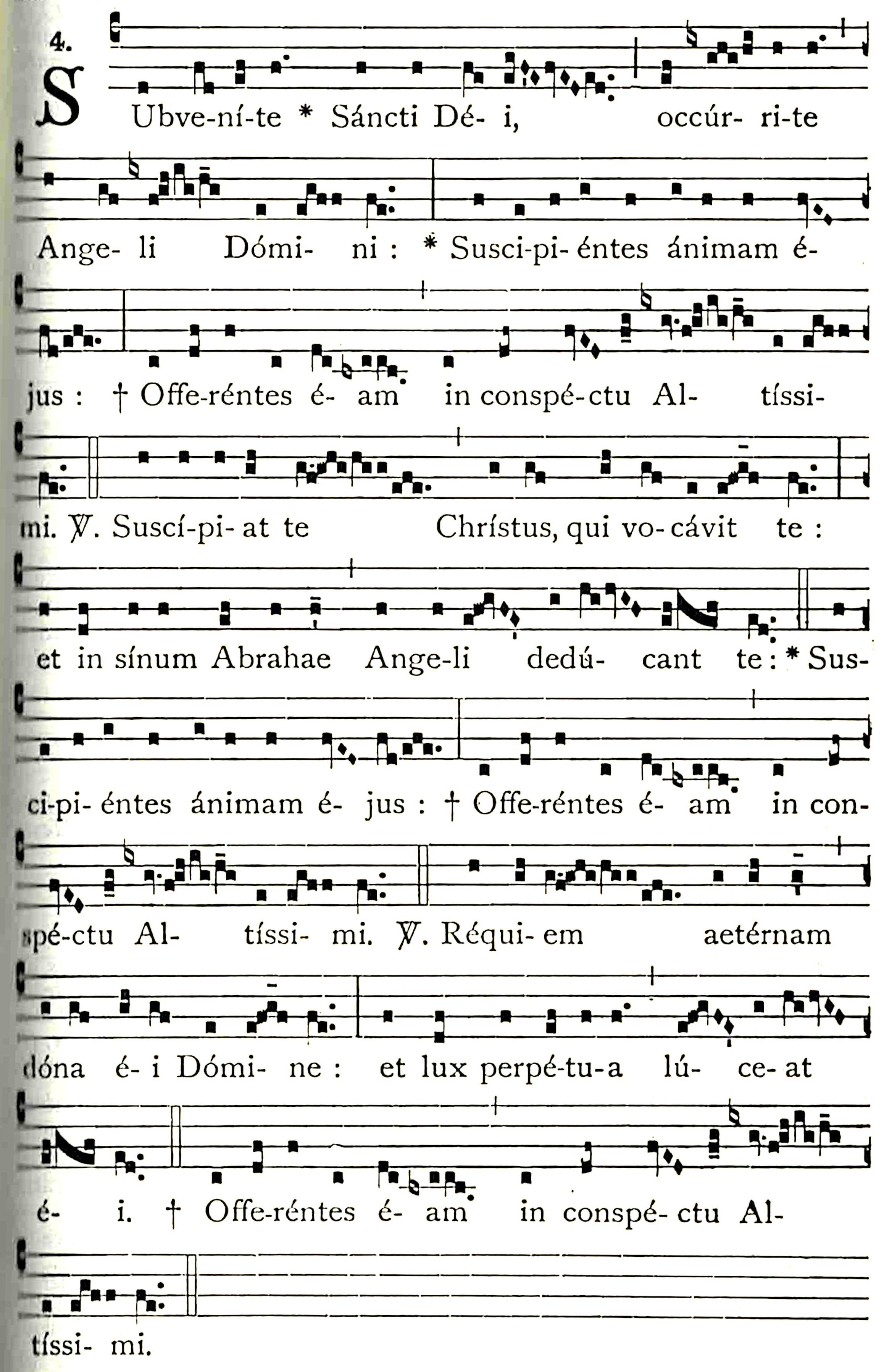
Exemple de répons prolixe : Subvenite.

Dans la liturgie des funérailles catholiques, la levée du corps est la première étape, où le cercueil est transporté au milieu de l'église où sera célébrée la liturgie des défunts. En entrant dans l'église, la liturgie traditionnelle veut que soit chanté le très beau répons suivant, qui console les personnes en deuil :
Subvenite sancti Dei, occurrite angeli Domini,
* Suscipientes animam eius :
† Offerentes eam in conspectu Altissimi.
V/ Suscipiat te Christus qui vocavit te et in sinum Abrahae angeli deducant te.
V/ Requiem aeternam dona eis, Domine: et lux perpetua luceat eis.
Soit :
Venez, saints de Dieu, Accourez, anges du Seigneur,
* Prenez son âme
† Présentez-la devant la face du très-haut.
V/. Que le Christ qui t'a appelé te reçoive, et que les anges te conduisent dans le sein d'Abraham.
V/. Donne-lui, Seigneur, le repos éternel, et que la lumière perpétuelle l'illumine.
En chant grégorien, la structure est celle d'un répons prolixe, où la première fois l'ensemble * † est répété après le premier verset, et le seul passage † après le second verset.

## En France
En cas de transport de corps lorsqu'il s'agit d'une crémation, après fermeture du cercueil, des fonctionnaires du type commissaires de police ou gardes champêtres (désignés à l'article L. 364-5) assistent à la levée du corps. Ils apposent sur le cercueil deux cachets de cire revêtus du sceau de la mairie ou du sceau du commissariat de police pour Paris. Des scellés sont posés sur le cercueil par l'entreprise des pompes funèbres lorsque la commune du lieu de mise en bière est différente de la commune du lieu d'inhumation.